# Kassai AC
Kassai AC (celým názvem: Kassai Athletikai Club) byl původně maďarský fotbalový klub, který sídlil v Košicích. Založen byl v roce 1903. Po vzniku Československa působil až do roku 1938 pod názvem ŠK Sparta Košice. Zanikl v roce 1945 po znovu sjednocení Československa a následnému zákazu čistě maďarských sportovních organizací.
Největším úspěchem klubu byla jednoroční účast v maďarské nejvyšší soutěži (v sezóně 1939/40). Stal se tak prvním a zároveň i posledním klubem z dnešního území Slovenska, který se zúčastnil maďarské nejvyšší fotbalové soutěže.
V klubu působili mj. Andrej Pásztor, Jozef Kertész a Ladislav Labodič.

## Historické názvy
Zdroj: 
- 1903 – Kassai AC (Kassai Athletikai Club)
- 1908 – fúze s Kassai Akadémiai SE ⇒ Kassai Atlétikai SE (Kassai Atlétikai Sport Egylet)
- 19?? – fúze s Kassai SE ⇒ název nezměněn
- 1911 – fúze s Kassai Jogi SE ⇒ název nezměněn
- 1918 – ŠK Sparta Košice (Športový klub Sparta Košice)
- 1938 – Kassai AC (Kassai Athletikai Club)
- 1942 – fúze s Kassai Rákóczi SE ⇒ Kassai Rákóczi AC (Kassai Rákóczi Sport Egylet)
- 1945 – zánik

## Umístění v jednotlivých sezonách
Stručný přehled
Zdroj: 
- 1907–1912: Vidéki bajnokság – sk. Északi
- 1912–1913: Vidéki bajnokság – sk. Északi (Kassavidéki)
- 1913–1914: Vidéki bajnokság – sk. Északi (Kassai)
- 1938–1939: Felvidéki kupa – sk. Északi
- 1939–1940: Nemzeti bajnokság I
- 1940–1941: Nemzeti bajnokság II – sk. Tisza
- 1941–1943: Nemzeti bajnokság II – sk. Rákóczi
- 1943–1944: Nemzeti bajnokság II – sk. Északi

Jednotlivé ročníky
Zdroj: 
Legenda: Z - zápasy, V - výhry, R - remízy, P - porážky, VG - vstřelené góly, OG - obdržené góly, +/- - rozdíl skóre, B - body, červené podbarvení - sestup, zelené podbarvení - postup, fialové podbarvení - reorganizace, změna skupiny či soutěže
| Maďarsko (1907 – 1944) |                                             |        |     |     |     |     |     |     |     |     |        |
| Sezóny                 | Liga                                        | Úroveň | Z   | V   | R   | P   | VG  | OG  | +/- | B   | Pozice |
| 1907/08                | Vidéki bajnokság – sk. Északi               | 2      | 5   | 3   | 1   | 1   | ... | ... | ... | 7   | 2.     |
| 1908/09                | Vidéki bajnokság – sk. Északi               | 2      | 4   | 4   | 0   | 0   | ... | ... | ... | 8   | 1.     |
| 1909/10                | Vidéki bajnokság – sk. Északi               | 2      | 8   | 8   | 0   | 0   | 57  | 1   | +56 | 16  | 1.     |
| 1910/11                | Vidéki bajnokság – sk. Északi               | 2      | 12  | 10  | 1   | 1   | 48  | 8   | +40 | 21  | 1.     |
| 1911/12                | Vidéki bajnokság – sk. Északi               | 2      | 10  | 8   | 2   | 0   | 40  | 6   | +34 | 18  | 1.     |
| 1912/13                | Vidéki bajnokság – sk. Északi (Kassavidéki) | 2      | 12  | 11  | 1   | 0   | 61  | 5   | +56 | 23  | 1.     |
| 1913/14                | Vidéki bajnokság – sk. Északi (Kassai)      | 2      | 14  | 14  | 0   | 0   | 70  | 2   | +68 | 28  | 1.     |
| ...                    |                                             |        |     |     |     |     |     |     |     |     |        |
| 1938/39                | Felvidéki kupa – sk. Északi                 | 3      | ... | ... | ... | ... | ... | ... | ... | ... |        |
| 1939/40                | Nemzeti bajnokság I                         | 1      | 26  | 5   | 3   | 18  | 29  | 79  | -50 | 13  | 13.    |
| 1940/41                | Nemzeti bajnokság II – sk. Tisza            | 2      | 26  | 9   | 5   | 12  | 48  | 66  | -18 | 23  | 10.    |
| 1941/42                | Nemzeti bajnokság II – sk. Rákóczi          | 2      | 26  | 10  | 6   | 10  | 45  | 55  | -10 | 26  | 8.     |
| 1942/43                | Nemzeti bajnokság II – sk. Rákóczi          | 2      | 22  | 11  | 2   | 9   | 35  | 40  | -5  | 24  | 3.     |
| 1943/44                | Nemzeti bajnokság II – sk. Északi           | 2      | 26  | 6   | 6   | 14  | 40  | 50  | -10 | 18  | 14.    |